# Hans-Joachim Girlich
Hans-Joachim Girlich (* 10. Juni 1938 in Breslau; † 23. Juli 2018 in Leipzig) war ein deutscher Mathematiker, der vor allem auf dem Gebiet der Modellierung stochastischer Prozesse gearbeitet hat.

## Leben und Wirken
Hans-Joachim Girlich zog 1940 mit seinen Eltern nach Leipzig, wo er die Schule besuchte und 1956 das Abitur ablegte. Von 1956 bis 1961 studierte er Mathematik an der Universität Leipzig und schloss das Studium mit dem Diplom ab. Danach arbeitete er als Wissenschaftlicher Assistent an der Universität Leipzig. 1966 wurde er mit der Arbeit Über das stochastische Dirichletproblem elliptischer Differentialgleichungen bei Herbert Beckert zum Dr. rer. nat. promoviert. 1974 erlangte er die Habilitation und 1975 erfolgte seine Berufung zum ordentlichen Professor.
An der Sektion Mathematik der Universität Leipzig war er von 1973 bis 1977 Stellvertretender Direktor für Ausbildung und von 1981 bis 1991 Leiter des Wissenschaftsbereiches Optimierung und Stochastik. Im Jahr 2003 wurde er emeritiert.
Girlich war Fellow der International Society for Inventory Research (ISIR), in der er von 1986 bis 1990 Mitglied des Exekutivkomitees und von 1990 bis 1994 Chairman der Sektion „Mathematical Modelling of Inventories“ war. Er initiierte die ISIR-Sommerschulen, deren erste 1993 in Leipzig stattfand.
Hans-Joachim Girlich war seit 1963 verheiratet und hatte einen Sohn und eine Tochter.

## Wissenschaftliche Arbeit
Hans-Joachim Girlich leistete wissenschaftliche Beiträge auf dem Gebiet der stochastischen Modellierung, insbesondere in der Lagerhaltungstheorie. Er und seine Schüler untersuchten sowohl diskrete als auch stetige Modelle für Steuerungen dynamischer Systeme und mehrstufige Entscheidungen bei Unsicherheit und deren Anwendungen. Hans-Joachim Girlich betreute etwa 40 Doktoranden.
Er hat etwa 100 Publikationen in wissenschaftlichen Fachzeitschriften, Sammelbänden und Lexika veröffentlicht und absolvierte Vortragsreisen unter anderem in die Sowjetunion, in die USA, nach Kanada, Äthiopien und Südafrika.
Seit seiner Emeritierung arbeitete Girlich vor allem auf mathematikhistorischem Gebiet, unter anderem im Projekt Algorismus – Studien zur Geschichte der Mathematik und der Naturwissenschaften.

## Publikationen
Mathematische Arbeiten
- Über das stochastische Dirichletproblem elliptischer Differentialgleichungen. Dissertation. Universität Leipzig 1966.
- Hans-Joachim Girlich (Hrsg.): Operationsforschung. Bibliographie. Deutsche Bücherei, Leipzig 1970.
- Diskrete stochastische Entscheidungsprozesse und ihre Anwendung in der Lagerhaltung. Teubner, Leipzig 1973.
- Zur Theorie stochastischer Lagerhaltungsmodelle. Dissertation B (Habilitationsschrift), Universität Leipzig 1974.
- mit Otfried Beyer und Hans-Ulrich Zschiesche: Stochastische Prozesse und Modelle. 3. Auflage. Teubner, Leipzig 1988, ISBN 3-322-00470-8.
- mit Peter Köchel und Heinz-Uwe Küenle: Steuerung dynamischer Systeme. Mehrstufige Entscheidungen bei Unsicherheit. Birkhäuser, Basel 1990, ISBN 3-7643-2375-2.

Mathematikhistorische Arbeiten
- Hausdorffs Beiträge zur Wahrscheinlichkeitstheorie. In: Egbert Brieskorn: Felix Hausdorff zum Gedächtnis. Aspekte seines Werkes. Vieweg, Braunschweig 1996, ISBN 3-528-06493-5, S. 31–70. (online bei Google Books)
- A. N. Kolmogoroff (1903–1987) und die Ursprünge der Theorie stochastischer Prozesse. In: Menso Folkerts (Hrsg.): Algorismus. Studien zur Geschichte der Mathematik und der Naturwissenschaften. Heft 44. Brauner, Augsburg 2004, S. 407–421. (Preprint; PDF; 132 kB)
- Johann Radon in Breslau. Zur Institutionalisierung der Mathematik. Universität Leipzig, Fakultät für Mathematik und Informatik, Leipzig 2005. (online; PDF; 113 kB)
- Felix Burkhardt (1888–1973). Ein sächsischer Pionier der Statistik in Deutschland. Universität Leipzig, Fakultät für Mathematik und Informatik, Leipzig 2006. (online; PDF; 98 kB)
- mit Karl-Heinz Schlote: Die Entwicklung der Mathematik an der Universität Leipzig. Beitrag zur Geschichte der Universität Leipzig (1409–2009). Leipzig 2008. (Preprint; PDF; 275 kB)